# بيتر بيندا
بيتر بيندا (بالتشيكية: Petr Benda)‏ مواليد 25 مارس 1982 في يهلافا، هو لاعب كرة سلة تشيكي. بدأ مسيرته الاحترافية في سنة 2000. يلعب كلاعب وسط. يحمل الرقم 4. يبلغ طوله 6 قدم 7 بوصة (2.0 م). لعب مع نادي برنو لكرة السلة ونادي نيمبورك لكرة السلة في الدوري التشيكي الوطني لكرة السلة.

## روابط خارجية
- بيتر بيندا على موقع الاتحاد الدولي لكرة السلة (الإنجليزية)
- بيتر بيندا على موقع الدوري الأوروبي لكرة السلة (الإنجليزية)
- بيتر بيندا على موقع كرة السلة الأوروبية.كوم (الإنجليزية)
- بيتر بيندا على موقع ريلجم (الإنجليزية)
- بيتر بيندا على موقع بروبوليرز (الإنجليزية)
- بيتر بيندا على موقع سبورتس رفرنس (الإنجليزية)